# Liste der Monuments historiques in Auxonne
Die Liste der Monuments historiques in Auxonne führt die Monuments historiques in der französischen Gemeinde Auxonne auf.

## Liste der Immobilien
| Bezeichnung             | Beschreibung                                                              | Standort                       | Kennzeichnung | Schutzstatus | Datum | Bild           |
| ----------------------- | ------------------------------------------------------------------------- | ------------------------------ | ------------- | ------------ | ----- | -------------- |
| Arsenal                 | ab 1674 erbaut                                                            | Rue Vauban (Lage)              | PA00112081    | Inscrit      | 1968  | weitere Bilder |
| Château d’Auxonne       | Burg, von 1479 bis 1493 erbaut                                            | Rue du Château (Lage)          | PA00112082    | Inscrit      | 1926  | weitere Bilder |
| Kirche Notre-Dame       | ab dem 13. Jahrhundert                                                    | Place d’Armes (Lage)           | PA00112083    | Classé       | 1907  | weitere Bilder |
| Markthalle              | aus der zweiten Hälfte des 17. Jahrhunderts                               | Rue des Halles (Lage)          | PA00112084    | Inscrit      | 1925  | weitere Bilder |
| Hôtel Jean de la Croix  | aus dem 15. Jahrhundert                                                   | 2b Rue Carnot (Lage)           | PA00112085    | Inscrit      | 1988  |                |
| Wohnhaus                | Fachwerkhaus mit massivem Sockelgeschoss, 15. Jahrhundert                 | 31 Place d’Armes (Lage)        | PA00112086    | Inscrit      | 1950  | weitere Bilder |
| Wohn- und Geschäftshaus | bezeichnet 1548                                                           | 6 Rue du Bourg (Lage)          | PA00112087    | Inscrit      | 1934  |                |
| Porte Comté             | Stadttor, zweite Hälfte des 15. Jahrhunderts                              | Rue du Colonel Redoutey (Lage) | PA00112088    | Inscrit      | 1925  | weitere Bilder |
| Porte Royale            | auch Tour du Cygne; Stadttor mit Flankierungsturm, ab dem 16. Jahrhundert | Rue du 8e Chasseur (Lage)      | PA00112089    | Classé       | 1939  | weitere Bilder |

## Liste der Objekte
| Bezeichnung                                                        | Beschreibung | Standort                                       | Kennzeichnung | Schutzstatus | Datum     | Bild           |
| ------------------------------------------------------------------ | --- | ---------------------------------------------- | ------------- | ------------ | --------- | -------------- |
| Chorgestühl                                                        | Holz, 17. Jahrhundert | in der Kirche Notre-Dame (Lage)                | PM21000125    | Classé       | 1907      | weitere Bilder |
| Orgel                                                              | Ensemble aus PM21000126 und PM21000136 | in der Kirche Notre-Dame (Lage)                | PM21003094    | Classé       | 1907 1979 | weitere Bilder |
| Orgelprospekt                                                      | 1614 erbaut, Positiv um 1700 | in der Kirche Notre-Dame (Lage)                | PM210001326   | Classé       | 1907      | weitere Bilder |
| Instrumentalteil der Orgel                                         | 1789 durch François Callinet rekonstruiert | in der Kirche Notre-Dame (Lage)                | PM21000136    | Classé       | 1979      |                |
| Adlerpult                                                          | Bronze, 1562 gegossen | in der Kirche Notre-Dame (Lage)                | PM21000127    | Classé       | 1901      | weitere Bilder |
| Kanzel                                                             | Stein, Marmor, bezeichnet 1556 | in der Kirche Notre-Dame (Lage)                | PM21000128    | Classé       | 1908      | weitere Bilder |
| Skulptur Madonna mit Kind und Weintraube                           | Stein, um 1430 | in der Kirche Notre-Dame (Lage)                | PM21000129    | Classé       | 1909      | weitere Bilder |
| Skulptur Christus in der Rast                                      | Stein, 16. Jahrhundert | in der Kirche Notre-Dame (Lage)                | PM21000130    | Classé       | 1909      | weitere Bilder |
| Skulptur Heiliger Antonius der Große                               | Stein, farbig gefasst, 16. Jahrhundert | in der Kirche Notre-Dame (Lage)                | PM21000131    | Classé       | 1913      | weitere Bilder |
| Grabstein für Hugues Morel                                         | Stein, bezeichnet 1400 | in der Kirche Notre-Dame (Lage)                | PM21000132    | Classé       | 1913      |                |
| Grabstein für Pierre Morel                                         | Stein, bezeichnet 1400 | in der Kirche Notre-Dame (Lage)                | PM21000133    | Classé       | 1913      |                |
| Skulptur einer Heiligen                                            | Stein, 16. Jahrhundert | in der Kirche Notre-Dame (Lage)                | PM21000134    | Classé       | 1972      | weitere Bilder |
| Skulptur Madonna mit Kind (1)                                      | Stein, Mitte des 15. Jahrhunderts, Jean de la Huerta zugeschrieben                                                                                    | in der Kirche Notre-Dame (Lage)                | PM21000135    | Classé       | 1973      | weitere Bilder |
| Skulptur Heiliger Bonaventura (?)                                  | Stein, 15. Jahrhundert | im Hospital (Lage)                             | PM21000137    | Classé       | 1910      |                |
| Skulptur Heiliger Joachim                                          | Stein, 16. Jahrhundert | im Hospital (Lage)                             | PM21000138    | Classé       | 1910      |                |
| Skulptur Heilige Anna                                              | Stein, 16. Jahrhundert | im Hospital (Lage)                             | PM21000139    | Classé       | 1910      |                |
| Relief Kreuzabnahme                                                | Holz, 15. oder 16. Jahrhundert | im Hospital (Lage)                             | PM21000140    | Classé       | 1910      |                |
| Skulptur Madonna mit Kind (2)                                      | Elfenbein, 17. Jahrhundert | im Hospital (Lage)                             | PM21000141    | Classé       | 1962      |                |
| 34 Arzneigefäße                                                    | Fayence, 18. Jahrhundert | im Hospital (Lage)                             | PM21000142    | Classé       | 1964      |                |
| Neun Gewichte                                                      | Kupfer, 17. Jahrhundert; in Holzschatulle | im Hospital (Lage)                             | PM21000143    | Classé       | 1964      |                |
| Kamin                                                              | Stein, 16. Jahrhundert | im Château d’Auxonnes (Lage)                   | PM21000144    | Classé       | 1913      |                |
| Zwei Säulen                                                        | Stein, 16. Jahrhundert | im Château d’Auxonnes (Musée Bonaparte) (Lage) | PM21000145    | Classé       | 1966      |                |
| Wappenstein                                                        | mit dem Wappen der Familie Bossuet; Stein, erste Hälfte des 17. Jahrhunderts                                                                          | 6 Rue du Bourg (Lage)                          | PM21000146    | Classé       | 1975      |                |
| Kruzifix (1)                                                       | Holz, 17. Jahrhundert; im Musée des Beaux-Arts in Dijon deponiert                                                                                     | 6 Rue du Bourg (Lage)                          | PM21000147    | Classé       | 1965      |                |
| Pietà                                                              | Stein, 15. Jahrhundert | Rente de Louzerolle (Lage)                     | PM21000148    | Classé       | 1967      |                |
| Gemälde Kreuzigung                                                 | Ölfarbe auf Leinwand, 17. Jahrhundert; nach Hendrik van Balen                                                                                         | in der Kirche Notre-Dame (Lage)                | PM21000149    | Classé       | 1983      |                |
| Kollektenschale                                                    | Kupfer, 16. Jahrhundert | in der Kirche Notre-Dame (Lage)                | PM21000150    | Classé       | 1983      |                |
| Güterwagen PLM 177 004-42                                          | zweiachsiger Flachwagen, 1913 | am Bahnhof (Lage)                              | PM21002623    | Classé       | 1990      |                |
| Arzneigefäß                                                        | Fayence, 18. Jahrhundert | im Hôpital (Lage)                              | PM21002816    | Classé       | 1964      |                |
| Flaschenkühler                                                     | Fayence, 18. Jahrhundert | im Hôpital (Lage)                              | PM21002817    | Classé       | 1964      |                |
| Altarkreuz und sechs Altarleuchter                                 | Kupfer, versilbert und vergoldet, 19. Jahrhundert | in der Kirche Notre-Dame (Lage)                | PM21003504    | Inscrit      | 1974      |                |
| Kreuzigungsgruppe                                                  | Elfenbein, Holz, 19. Jahrhundert | in der Kirche Notre-Dame (Lage)                | PM21004780    | Inscrit      | 2006      |                |
| Skulptur Notre-Dame de la Levée                                    | Darstellung der Madonna mit Kind; Holz, farbig gefasst und vergoldet, Anfang des 16. Jahrhunderts; aus der Kapelle Notre-Dame-de-la-Levée in Tillenay | in der Kirche Notre-Dame (Lage)                | PM21004781    | Inscrit      | 2006      |                |
| Skulptur Heilige Barbara                                           | Holz, farbig gefasst, 19. Jahrhundert | in der Kirche Notre-Dame (Lage)                | PM21004782    | Inscrit      | 2006      |                |
| Skulptur Heiliger Nikolaus                                         | Aufsatz eines Prozessionsstabs; Holz, farbig gefasst und vergoldet, 19. Jahrhundert                                                                   | in der Kirche Notre-Dame (Lage)                | PM21004783    | Inscrit      | 2006      |                |
| Statuenreliquiar Evangelist Markus                                 | Holz, vergoldet, 19. Jahrhundert | in der Kirche Notre-Dame (Lage)                | PM21004784    | Inscrit      | 2006      |                |
| Statuenreliquiar Evangelist Matthäus                               | Holz, vergoldet, 19. Jahrhundert | in der Kirche Notre-Dame (Lage)                | PM21004785    | Inscrit      | 2006      |                |
| Zwei Reliquienbüsten                                               | Holz, farbig gefasst, um 1700 | in der Kirche Notre-Dame (Lage)                | PM21004786    | Inscrit      | 2006      |                |
| Zwei Reliquiare (1)                                                | Holz, vergoldet, Mitte des 19. Jahrhunderts | in der Kirche Notre-Dame (Lage)                | PM21004787    | Inscrit      | 2006      |                |
| Zwei Reliquiare (2)                                                | Holz, vergoldet, Mitte des 19. Jahrhunderts | in der Kirche Notre-Dame (Lage)                | PM21004788    | Inscrit      | 2006      |                |
| Reliquiar                                                          | Holz, vergoldet, Mitte des 19. Jahrhunderts | in der Kirche Notre-Dame (Lage)                | PM21004789    | Inscrit      | 2006      |                |
| Skulptur Madonna mit Kind (3)                                      | Wachs, Seide, bezeichnet 1873; mit Etui | in der Kirche Notre-Dame (Lage)                | PM21004790    | Inscrit      | 2006      |                |
| Expositionsnische                                                  | Holz, vergoldet, 18. Jahrhundert | in der Kirche Notre-Dame (Lage)                | PM21004791    | Inscrit      | 2006      |                |
| Gemälde Die Weihe                                                  | Ölfarbe auf Leinwand, vergoldeter Holzrahmen, Ende des 17. Jahrhunderts; nach Nicolas Poussin                                                         | in der Kirche Notre-Dame (Lage)                | PM21004792    | Inscrit      | 2006      |                |
| Gemälde Das Abendmahl                                              | Ölfarbe auf Leinwand, vergoldeter Holzrahmen, Ende des 17. Jahrhunderts; nach Nicolas Poussin                                                         | in der Kirche Notre-Dame (Lage)                | PM21004793    | Inscrit      | 2006      |                |
| Gemälde Heiliger Franz Xaver                                       | Ölfarbe auf Leinwand, vergoldeter Holzrahmen, 19. Jahrhundert, von C. E. Rougeot                                                                      | in der Kirche Notre-Dame (Lage)                | PM21004794    | Inscrit      | 2006      |                |
| Kruzifix (2)                                                       | Holz, farbig gefasst, 14. oder 15. Jahrhundert | in der Kirche Notre-Dame (Lage)                | PM21004795    | Inscrit      | 2006      | weitere Bilder |
| Skulptur eines Bischofs                                            | Aufsatz eines Prozessionsstabs; Holz, farbig gefasst und vergoldet, 18. Jahrhundert                                                                   | in der Kirche Notre-Dame (Lage)                | PM21004796    | Inscrit      | 2006      |                |
| Kandelaber                                                         | Bronze, 15. Jahrhundert | in der Kirche Notre-Dame (Lage)                | PM21004797    | Inscrit      | 2006      |                |
| Kelch                                                              | Silber, 18. Jahrhundert | in der Kirche Notre-Dame (Lage)                | PM21004798    | Inscrit      | 2006      |                |
| Gefäß für die heiligen Öle                                         | Silber, bezeichnet 1812 | in der Kirche Notre-Dame (Lage)                | PM21004799    | Inscrit      | 2006      |                |
| Taufkanne                                                          | Zinn, 17. Jahrhundert | in der Kirche Notre-Dame (Lage)                | PM21004800    | Inscrit      | 2006      |                |
| Gemälde Kavalerieangriff während des deutsch-französischen Krieges | Ölfarbe auf Leinwand, 1905/06 von Georges Serraz; Kopie nach Aimé Morot                                                                               | im Quartier Bonaparte (Lage)                   | PM21007148    | Classé       | 2024      |                |